# Aneilema hockii
Aneilema hockii är en himmelsblomsväxtart som beskrevs av De Wild. Aneilema hockii ingår i släktet Aneilema och familjen himmelsblomsväxter. Inga underarter finns listade.